# St. Nikolaus (Unterbodnitz)

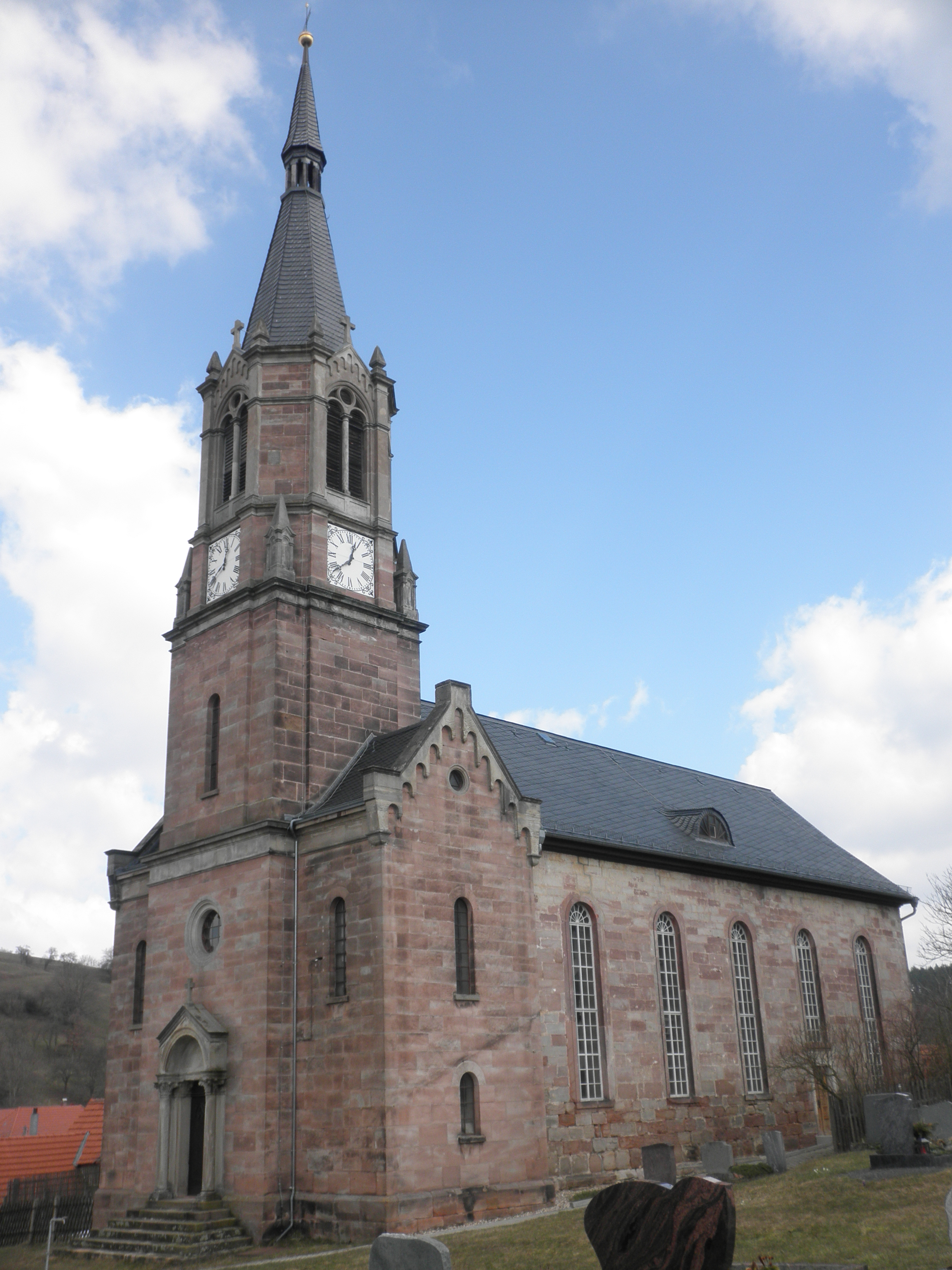
Die Kirche

Die Dorfkirche St. Nikolaus steht in der Gemeinde Unterbodnitz im Saale-Holzland-Kreis in Thüringen. Sie gehört zum Pfarrbereich Trockenborn im Kirchenkreis Eisenberg der Evangelischen Kirche in Mitteldeutschland.

## Geschichte
1841/42 wurde die prachtvolle Saalkirche mit rötlichen Sandsteinen und Rundbogenfenstern gebaut. 1877 erhielt sie an der Westseite einen Kirchturm mit Treppenhaus im historischen Stil.

## Ausstattung
Innen besitzt das Schiff klassizistisch-neugotische Züge. In der umlaufenden Empore ist der Kanzelaltar mit eingebunden. Längsseits ist die Empore zweigeschossig. Das Deckenbild mit dem Thema Verklärung Jesu wurde 1872 geschaffen. Im 19. Jahrhundert wurde von der Firma Poppe aus Roda die Orgel eingebaut.

## Pfarrhaus
Das ehemalige Pfarrhaus ist nun die Winterkirche.